# Гиренас, Стасис
Стаси́с Гире́нас (лит. Stasys Girėnas, имя при рождении Стасис Ги́рскис (лит. Stasys Girskis), также в США известен, как Стенли Т. Гиренас (англ. Stanley T. Girenas); 4 октября 1893 — 17 июля 1933) — американский лётчик литовского происхождения. Погиб, совершая трансатлантический перелёт по маршруту Нью-Йорк — Каунас вместе с Стяпонасом Дарюсом.

## Биография

### Детство и юность
Был самым младшим ребёнком из шестнадцати детей крестьянской семьи. В 1910 эмигрировал в США и обосновался в Чикаго. Во время Первой мировой войны в 1917—1919 служил в американской военной авиации и окончил училище авиамехаников. После демобилизации окончил курсы пилотов. Приобрёл самолёт, перевозил пассажиров, занимался обучением пилотажу. С 1931 года работал в транспортной авиации. Фамилию сменил по совету Дарюса перед полётом в Литву.

### Трансатлантический перелёт
В 1933 году вместе с лётчиком Стяпонасом Дарюсом предпринял беспосадочный перелёт Нью-Йорк — Каунас (7 186 км) на приобретённом для этой цели в 1932 шестиместном моноплане Bellanca CH-300 Pacemaker, названном «Lituanica». До того было предпринято 73 попытки пересечь Атлантический океан на самолёте, из них 30 были успешными; лишь три из этих перелётов были беспосадочными. Полёт начался 15 июля в 6:24 (по нью-йоркскому летнему времени). После удачного перелёта над северной частью Атлантического океана, занявшего 37 часов 11 минут, самолёт ночью 17 июля в 0:36 часов берлинского времени потерпел аварию в лесу на территории Германии, недалеко от Золдина; оба лётчика погибли. Самолёт пролетел 6 411 км и разбился в 650 км от цели (в Каунасе готовилась торжественная встреча). Место катастрофы ныне находится на территории Польши у деревни Пшчельник под Мыслибужем. Официальная версия немецкой комиссии причиной аварии назвала плохие погодные условия и перерасход топлива, приведший к недопустимо опасному снижению. Существует, однако, версия, по которой самолёт был обстрелян над секретным концентрационным лагерем Берлинхен.

## Память
Лётчики были торжественно похоронены в Каунасе на Воинском кладбище и обрели посмертную славу национальных героев Литвы. О лётчиках и их трансатлантическом полёте создано немало стихотворных произведений литовских поэтов: издавались специальные антологии. На русском языке стихотворение памяти Дарюса и Гиренаса написал К. Д. Бальмонт. Деревня, в которой родился Стасис Гиренас, переименована в его честь. Имена лётчиков носят улицы в городах Литвы, школы и гимназии, стадион в Каунасе и маленький аэропорт в районе Алексотас. Памятник Дарюсу и Гиренасу установлен в Чикаго, где сложилась большая литовская диаспора. Изображения Дарюса и Гиренаса помещены на банкноте 10 литов.
Рельефные изображения и завещание Стяпонаса Дарюса и Стасиса Гиренаса на валуне Пунтукас по проекту скульптора Бронюс Пундзюс на литовском:
DARIUS ir GIRENAS
Lietuviu tauta laukia is savo sūnu ir drąsesnių žygių ... jaunoji Lietuva. Mūsų pasekimas tegu sustiprina tavo dvasią ir pasitikėjimą savo jėgomis ir gabumais. Bet jei Neptūnas ar galingasis audrų Perkūnas ir mums bus rūstus.-- pastos mums kelią į Jaunąją Lietuvą. - Tada Tu, turėsi iš naujo ryžtis. Aukotis ir pasirengti naujam žygiui. Kad audringuju vandenyno dievai butu patenkinti tavo pastangomis pasiryzimu ir nekviestu taves i didiji teisma...
Stepas Darius
Stasys Girėnas
ДАРИЙ и ГИРЕН 
Литовский народ ждет более смелых путешествий от своих сыновей... молодой Литвы. Пусть следование за нами укрепит ваш дух и уверенность в собственных силах и возможностях. Но если разгневается на нас Нептун или могучий Гром бурь - они проложат нам путь в Младую Литву. - Тогда вам придется решать снова. Жертвуйте и готовьтесь к новому путешествию. Чтобы боги бушующего океана были довольны вашими усилиями, я не приглашу вас на великий суд...
Стяпонас Дарюс
Стасис ГиренасСтепас Дарий, Стасис Гиренас 1933. VII. 15

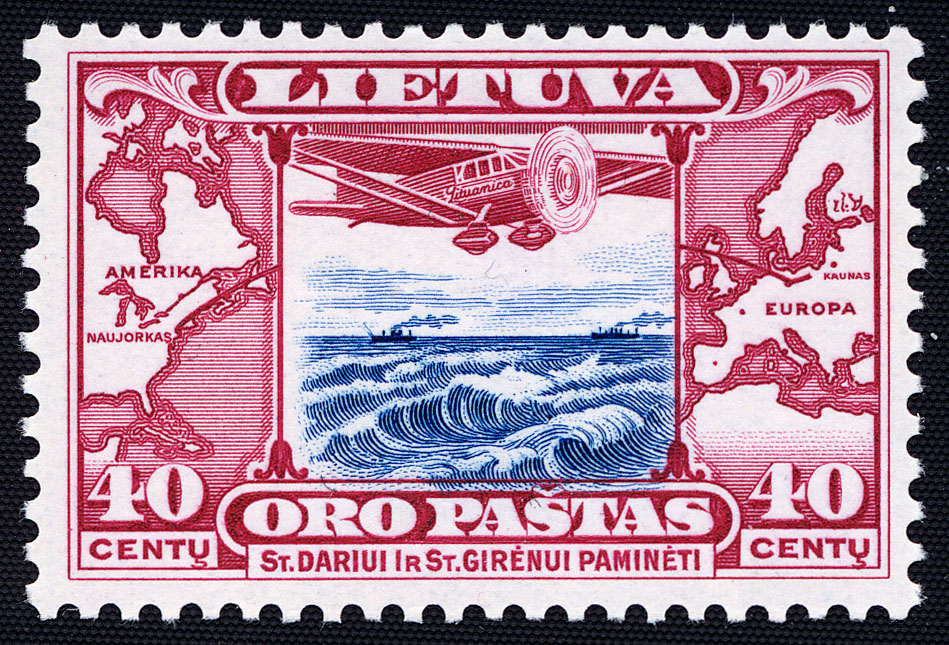
Почтовая марка в память полёта Дарюса и Гиренаса
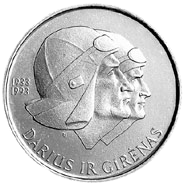
Монета 10 литов, выпущенная к 60-летию полёта Дарюса и Гиренаса (1993)
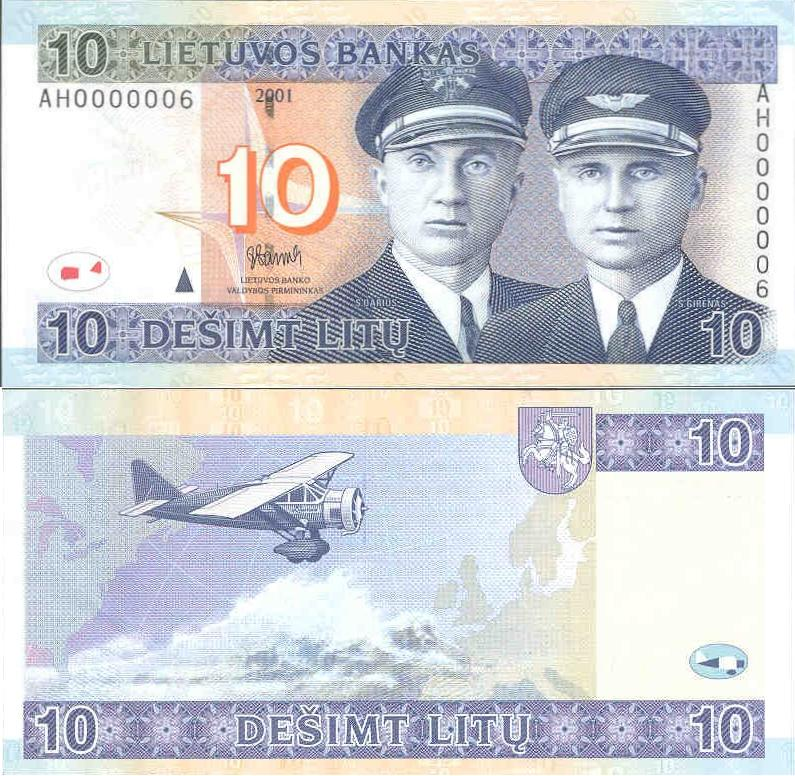
10 литов (2001)